# César Gaviria
César Gaviria Trujillo (Pereira, 31 maart 1947) was tussen 1990 en 1994 de president van Colombia voor de Liberale Partij en tussen 1994 en 2000 de secretaris-generaal van de Organisatie van Amerikaanse Staten.

## Biografie
Gaviria begon zijn politieke carrière voor de Liberale Partij in zijn geboortestad Pereira, waar hij van 1975 tot 1976 burgemeester van was. In 1974 werd hij gekozen in de Kamer van Afgevaardigden en in 1983 werd hij verkozen tot voorzitter van deze kamer.
Toen in 1989 de liberale presidentskandidaat Luis Carlos Galán werd vermoord in opdracht van het Medellínkartel werd Gaviria aangewezen als zijn vervanger. Gaviria was destijds al adviseur van Galán. In 1990 werd hij verkozen tot president van Colombia, als opvolger van Virgilio Barco. Op 13 februari 1991 werd zijn neef, de koffieboer Fortunato Gaviria, zelf ex-gouverneur van zijn geboorteprovincie Caldas, gedood door onbekenden na een mislukte poging om hem te ontvoeren.
Tijdens zijn presidentschap werd een nieuwe grondwet aangenomen en bond hij de strijd aan met verschillende drugskartels en guerrillagroeperingen. Na zijn presidentschap werd hij unaniem verkozen als secretaris-generaal van de Organisatie van Amerikaanse Staten. In 1999 werd hij herkozen en hij bleef deze positie bezetten tot 2004. Vervolgens keerde hij terug naar de Colombiaanse politiek als voorzitter van de Liberale Partij.
- Biblioteca Nacional de España: XX1164667
- Bibliothèque nationale de France: cb15007183b (data)
- Gemeinsame Normdatei: 122455363
- International Standard Name Identifier: 0000 0001 1025 9276
- Library of Congress Control Number: n85027598
- Nationale Bibliotheek van Israël: 987007327120905171
- Nederlandse Thesaurus van Auteursnamen: 199929165
- Système universitaire de documentation: 05943807X
- Virtual International Authority File: 44578294
- WorldCat: E39PBJrKW8KQPrPpBYqcxf6HYP